# Холмогорова, Мария Викторовна
Мария Викторовна Холмогорова (род. 7 марта 1973 года, Владивосток, РСФСР, СССР) — российский художник, член-корреспондент Российской академии художеств (2012).

## Биография
Родилась 7 марта 1973 года во Владивостоке.
В 1992 году — окончила Владивостокское художественное училище.
В 1999 году — окончила Дальневосточный государственный институт искусств.
С 1999 года — преподаватель специальных дисциплин Владивостокского художественного училища.
С 2000 года — член международной женской творческой ассоциации «Цветы мира» (Россия, Ю. Корея, Япония, Австралия).
С 2001 года — член Союза художников России.
С 2005 по 2009 годы — член правления Приморской организации Союза художников России.
В 2012 году — избрана членом-ккорреспондентом Российской академии художеств. 